# Radonice (district de Prague-Est)
Pour les articles homonymes, voir Radonice.
Radonice (en allemand : Radonitz) est une commune du district de Prague-Est, dans la région de Bohême-Centrale, en République tchèque. Sa population s'élevait à 1 021 habitants en 2020.

## Géographie
Radonice se trouve à 7 km au sud-ouest de Brandýs nad Labem-Stará Boleslav et à 15 km au nord-est de Prague.
La commune est limitée par Jenštejn au nord et à l'est, par Svémyslice et Zeleneč au sud-est, et par Prague au sud et à l'ouest.

## Histoire
La première mention écrite de la localité date de 1397.

## Transports
Par la route, Radonice se trouve à 8 km de Brandýs nad Labem-Stará Boleslav et à 20 km du centre de Prague.